# 白玉苦瓜汁
白玉苦瓜汁，採用台灣特產的白玉苦瓜榨汁而成，這種苦瓜相比綠色的，苦味較小，如果還是覺得苦，則加糖漿、蜂蜜。與西瓜汁同為台灣果菜汁店消暑聖品。